# (10057) L'Obel
(10057) L'Obel es un asteroide que forma parte del cinturón de asteroides y fue descubierto por Eric Walter Elst desde el Observatorio de La Silla, Chile, el 11 de febrero de 1988.

## Designación y nombre
L'Obel fue designado al principio como 1988 CO1.
Posteriormente, en 2000, se nombró en honor del naturalista flamenco Matthias de L'Obel (1538-1616).

## Características orbitales
L'Obel orbita a una distancia media de 2,371 ua del Sol, pudiendo alejarse hasta 2,703 ua y acercarse hasta 2,038 ua. Su inclinación orbital es 3,983 grados y la excentricidad 0,1403. Emplea 1333 días en completar una órbita alrededor del Sol. El movimiento de L'Obel sobre el fondo estelar es de 0,27 grados por día.

## Características físicas
La magnitud absoluta de L'Obel es 14,3 y el periodo de rotación de 7,154 horas.